# يوسي أبو العافية
يوسي أبو العافية (بالعبرية: יוסי אבולעפיה‏) هو رسام رسوم متحركة ورسام توضيحي وكاتب سيناريو وكاتب ومخرج إسرائيلي، ولد في 1944 في طبريا في إسرائيل.

## وصلات خارجية
- يوسي أبو العافية على موقع IMDb (الإنجليزية)
- يوسي أبو العافية على موقع قاعدة بيانات الفيلم (الإنجليزية)